# Felizian Geissinger

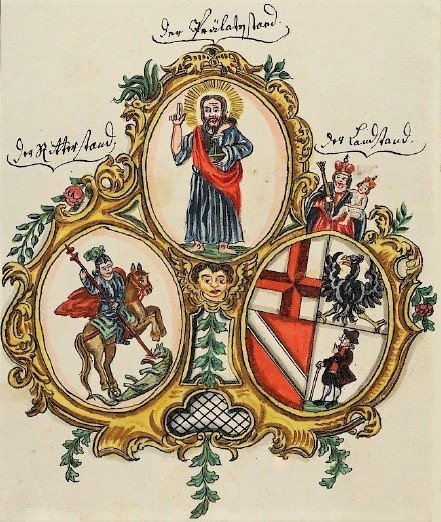
Wappen der Breisgauer Landstände gezeichnet von Felizian Geissinger

Joseph Felizian Geissinger (* 14. Dezember 1740 in Freiburg im Breisgau; † 22. Februar 1806 in Waldkirch-Buchholz) war ein deutscher römisch-katholischer Landpfarrer und Lokalhistoriker.

## Leben

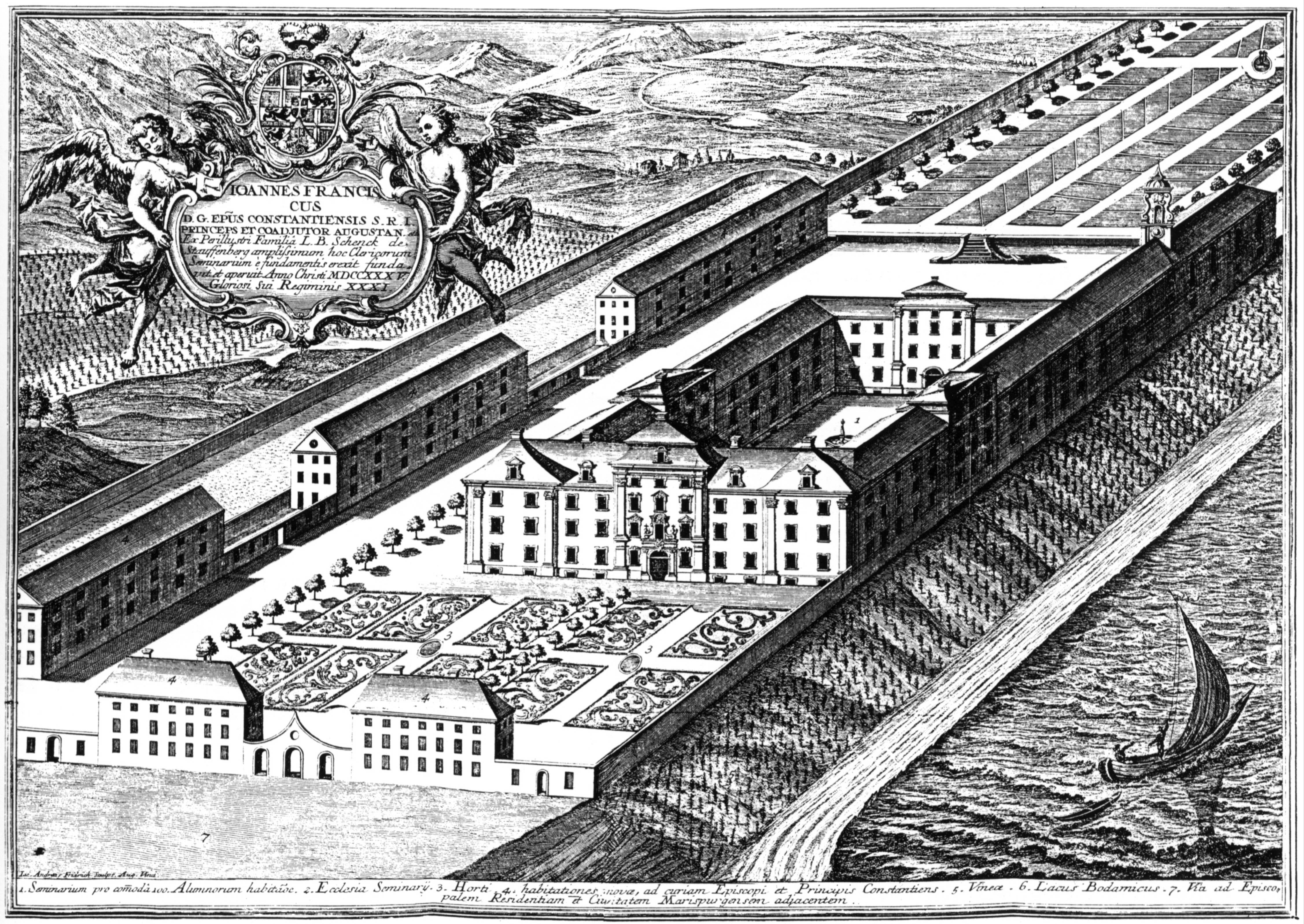
Das Priesterseminar in Meersburg um 1739

Geissingers Vater, der Schneider Karl Joseph Geissinger, war aus Siebenbürgen nach Freiburg zugewandert. Felizian Geissinger war der einzige Sohn und besuchte in Freiburg das akademische Gymnasium der Jesuiten.
Nach Aufenthalten bei seinem Onkel, der Pfarrer in Herbolzheim war, und im Elsass, wo Geissinger als Hofmeister bei einer Adelsfamilie wirkte, wurde er im Herbst 1772 in das Priesterseminar in Meersburg aufgenommen und am 4. Juni 1773 empfing er dort die Priesterweihe. Vikarstellen in Bleichheim und Kappel und eine Vielzahl kurzzeitiger Vertretungen wechselten mit Zeiten, die er ohne Beschäftigung in Freiburg verbrachte und dabei wohl seine Studien über das Freiburger Münster begann. 1783 erhielt er eine seelsorgerische Stelle in Buchholz, die Ende 1784 zu einer Lokalkaplanei aufgewertet wurde. Am 24. September 1788 erhielt Buchholz eine eigene Pfarrei, die Geissinger übernahm und wo er bis zu seinem Tode 1806 als Pfarrer wirkte. Geissinger war auch für das örtliche Schulwesen zuständig und eröffnete 1784 dort eine josephinische Normalschule, die erste Schule am Ort.
Neben seiner seelsorgerischen Tätigkeit verwendete Geissinger seine Fähigkeiten zum Zeichnen und Aufzeichnen im Zusammenhang mit (lokal-)geschichtlichen Themen. In Buchholz begann er sogleich mit der Führung einer Dorfchronik, die er bis zu seinem Tode fortführte. Diese Arbeit mit dem Titel „JahrsBuch der Kapplaney Buchholz von Bayerischer Herrschaft“ ist auszugsweise bei August Münzer abgedruckt. Albert spricht von „bunt zusammengestellten und treuherzigen Aufzeichnungen“.
Seine wahrscheinlich schon in seiner Freiburger Zeit begonnene Sammlung von Abschriften der Epitaphe im Freiburger Münster stellte er als Konzept für eine Ausarbeitung der Sammlung zusammen. Dieses „Konzept“ befindet sich heute als Handschrift 499 in der Universitätsbibliothek Freiburg, die Reinschrift als Handschrift 498 ebenso. Diese zeigt keine „große Gelehrsamkeit oder Kunstfertigkeit“ die Bedeutung der Sammlung besteht einfach darin, „dass sie zu einer Zeit entstanden ist, da der Barock- und klassizistische Stil noch nicht aus dem Münster verbannt war.“ Das Werk zeigt also einen verlorenen Zustand des Münsters.
1793 erstellte Geissinger eine Abschrift von Franz Kreutters Geschichte der k. k. Vorderösterreichischen Staaten „mit unwesentlichen Änderungen, Zusätzen und Kürzungen“ und ohne Illustrationen. 1801 folgte eine von ihm selbst illustrierte Ausgabe unter dem Titel „Wollstand des ganzen Heütigen Breysgaues …“, die jedoch unvollständig oder unvollendet als Handschrift erhalten ist.
Ein weiteres Projekt Geissingers befasste sich mit der Geschichte der Stadt Freiburg und damit zusammenhängenden Themen, wie den hier herrschenden Geschlechtern. Um 1798 fertigte er eine Abschrift der Zähringer Chronik des David Wolleber an, die er um eine Chronik des Hauses Habsburg ergänzte.
Schließlich befasste sich Geissinger mit den Siegeln einer Reihe von Universitäten, die er in einer weiteren Handschrift abbildete und beschrieb.

## Werke
- Epitaphien oder Grabschriften des Freiburger Münsters, Universitätsbibliothek Freiburg i. Br., Hs. 498 Digitalisat der UB Freiburg
- Epitaphien oder Grabschriften des Freiburger Münsters, Universitätsbibliothek Freiburg i. Br., Hs. 499 Digitalisat der UB Freiburg

- Franz Kreutter: Geschichte der K. K. Vorderösterreichischen Staaten, bearbeitet und fortgesetzt von Joseph Felizian Geissinger. Universitätsbibliothek Freiburg i. Br., Hs. 496 Digitalisat der UB Freiburg
- Franz Kreutter, Joseph Felizian Geissinger (Illustrator): Wollstand des ganzen Heütigen Breysgaues als der Städten, Flecken, Dörfferen, Schlössern, und wohnsizen. Auch under wenn dieselbige gehören, Von wem sie geherschet werden, wie auch die Klöster, Kirchen und Kapellen derselben in etwas beygetragen, 1801, Handschrift Erzbischöfliches Ordinariat Freiburg, Frei 164: ALT - 1049-1 Digitalisat der UB Freiburg

- Chroniken der Habsburger, der Zähringer und der Stadt Freiburg i. Br. mit Materialsammlung, Waldkirch-Buchholz, 1799–1800
  - Band 1: Chronik des Hauses Habsburg. Universitätsbibliothek Freiburg i. Br., Hs. 497-1 Digitalisat der UB Freiburg — Handschriften-Original: Geissinger, Joseph Felizian, 1740–1806 : Cronick Des Uralten, und Vorträfflichen Hauses Habsburgs Graffen, Margraffen, und Herzogen ….
  - Band 2: David Wolleber, Joseph Felizian Geissinger (Abschrift mit leichten Abweichungen): Chronik der Herzöge von Zähringen, der Grafen von Freiburg und Fürstenberg und der Herzöge von Teck. Universitätsbibliothek Freiburg i. Br.: Hs. 497-2 Digitalisat der UB Freiburg
  - Band 3: Chronik der Herzöge von Zähringen, der Grafen von Freiburg und Fürstenberg und der Herzöge von Teck. Universitätsbibliothek Freiburg i. Br.: Hs. 497-3 Digitalisat der UB Freiburg
  - Band 4: Materialsammlung zu Band 1–3. Universitätsbibliothek Freiburg i. Br.: Hs. 497-4 Digitalisat der UB Freiburg

- Orbis Litteratus Academicus Germanico Europaeus Praecipuas Musarum Sedes Fundationes Privilegia Sigilla Prototypis Conformia, 1799 Digitalisat der UB Freiburg

- Dorfchronik von Buchholz, teilweise abgedruckt auf S. 71–75 bei August Münzer: Buchholz. In: Schau-ins-Land, Band 10 (1883) S. 63–75 Digitalisat der UB Freiburg